# (37144) 2000 VL44
2000 VL44 (asteroide 37144) é um asteroide da cintura principal. Possui uma excentricidade de 0.05630730 e uma inclinação de 1.36943º.
Este asteroide foi descoberto no dia 2 de novembro de 2000 por LINEAR em Socorro.